# 西郷駅 (深圳市)
西郷駅（せいきょう-えき）は中華人民共和国深圳市宝安区に位置する深圳地下鉄羅宝線の駅。深圳宝安国際空港のある后瑞駅から2駅目に位置する。

## 駅構造

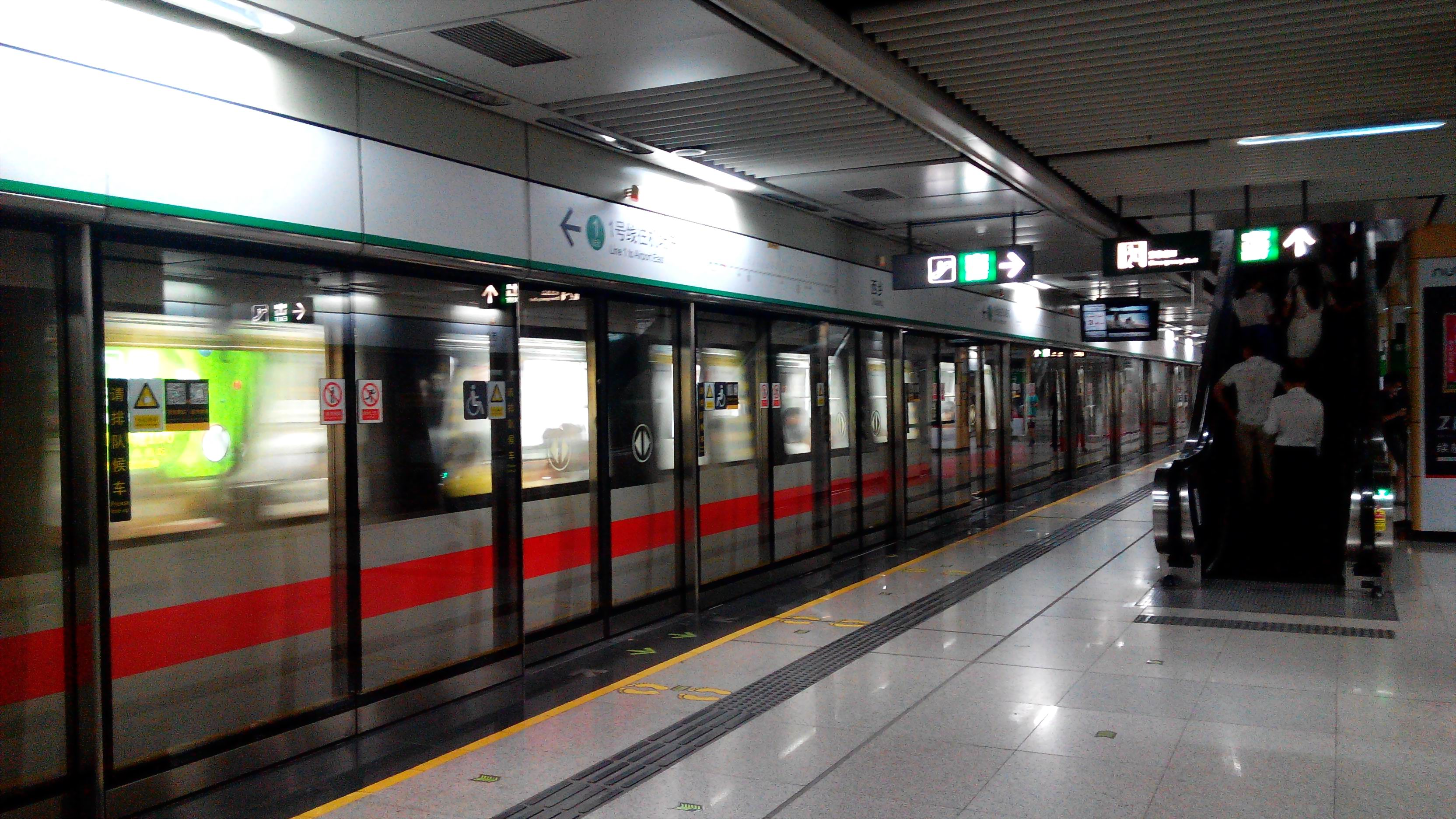
ホーム

- 島式ホーム2面4線を有する地下駅。ホームドアを設置。

| 羅宝線ホーム (B2F) | ←■羅宝線 機場東方面 |
| 羅宝線ホーム (B2F) | 島式ホーム          |
| 羅宝線ホーム (B2F) | ■羅宝線             |
| 羅宝線ホーム (B2F) | 島式ホーム          |
| 羅宝線ホーム (B2F) | ■羅宝線羅湖方面→    |

## 歴史
- 2011年6月15日 - 開業。

## 隣の駅
深圳地下鉄
■羅宝線
固戍駅 - 西郷駅 - 坪洲駅